# Brush (Colorado)
Brush és una població dels Estats Units a l'estat de Colorado. Segons el cens del 2000 tenia 5.117 habitants.

## Demografia
Segons el cens del 2000, Brush tenia 5.117 habitants, 1.836 habitatges, i 1.233 famílies. La densitat de població era de 819,8 habitants per km².
Per edats la població es repartia de la següent manera: un 28,3% tenia menys de 18 anys, un 8,5% entre 18 i 24, un 25,7% entre 25 i 44, un 18,7% de 45 a 60 i un 18,8% 65 anys o més.
L'edat mediana era de 35 anys. Per cada 100 dones de 18 o més anys hi havia 88,3 homes.
La renda mediana per habitatge era de 31.333 $ i la renda mediana per família de 39.094 $. Els homes tenien una renda mediana de 24.431 $ mentre que les dones 20.371 $. La renda per capita de la població era de 14.672 $. Entorn del 5,4% de les famílies i el 10,4% de la població estaven per davall del llindar de pobresa.

## Poblacions més properes
El següent diagrama mostra les poblacions més properes.